# Johann Jacob Gundling

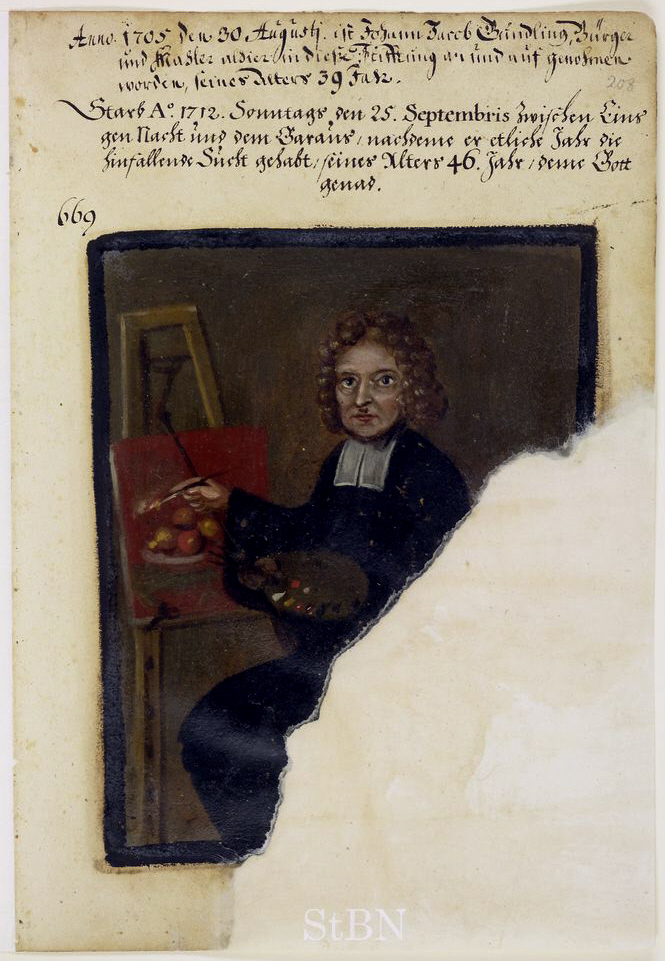
Johann Jacob Gundling im Hausbuch der Mendelschen Zwölfbrüderstiftung

Johann Jacob Gundling (* um 1666 in Oberkrumbach; † 25. September 1712 in Nürnberg; auch Johann Jakob Gundling oder Hans Jakob Gundling, wohl fälschlich auch von Gundling) war ein deutscher Maler.
Gundling stammt aus der fränkischen Gelehrtenfamilie Gundling. Er war der älteste Sohn von Wolfgang Gundling. Er soll ein „Ehrbarer und Kunstreicher Maler und Contrefaktor“ gewesen sein. Im Alter von 39 Jahren zog er am 30. August 1705 als „Bürger und Mahler“ ins Mendelsche Bruderhaus. Es wird davon ausgegangen, dass er an Epilepsie erkrankt war. Dort verstarb der Künstler 1712.
Gundling heiratete in Nürnberg in St. Lorenz am 10. Juni 1694 die Anna Margaretha, die Tochter des Heilsbronner Professors Erhard Brecht.
Er bemalte unter anderem 1696 die Empore und die Figuren in der Altstädter Pfarrkirche in Erlangen. Auch die Ausmalung des Theaters im Kloster Heilsbronn zählte zu seinen Werken.